# Стрепихеев, Владимир Михайлович
Владимир Михайлович Стрепихеев (29 апреля 1904, Москва — 21 января 1938, Москва) — советский футболист и футбольный судья. Судья всесоюзной категории (20.04.1937).
27 октября 1937 арестован и обвинён в участии в контрреволюционной фашистской организации и терроре. Осужден и расстрелян 21 января 1938. Реабилитирован 12 апреля 1958 г.

## Спортивная карьера
Игрок
В футбол начал играть в 1919 году в команде «Унион» (Москва), позднее в «Моссовете», «Профинтерне», ЦДКА (Москва) и «СКиГ» («Союз Кооперации и Госторговли» — бывший «Унион»).
В 1928 году в составе сборной СССР по хоккею с мячом вместе с братом выступал на I Международной зимней рабочей Спартакиаде в Осло.
Судья
Судил класс «А» — провёл 10 матчей (1936—1937). Судил Финал Кубка СССР по футболу 1937 года между «Динамо» (Москва) — «Динамо» (Тбилиси) 5:2.

## Статистика
судейская
| значимые матчи | значимые матчи | значимые матчи                          | значимые матчи | значимые матчи | значимые матчи                           | значимые матчи |
| №              | Дата           | Матч                                    | Счёт           | Судья          | Соревнование                             |                |
| -------------- | -------------- | --------------------------------------- | -------------- | -------------- | ---------------------------------------- | -------------- |
| 1              | 3 июля 1930    | РСФСР — УССР                            | 5:2            | главный        | Товарищеский матч                        |                |
| 2              | 24 июня 1937   | «Локомотив» (М) — Страна Басков         | 1:5            | главный        | Турне сборной Басконии по СССР 1937 года |                |
| 3              | 4 июля 1937    | Сборная команд «Динамо» — Страна Басков | 4:7            | главный        | Турне сборной Басконии по СССР 1937 года |                |
| 4              | 16 июля 1937   | «Динамо» (М) — «Динамо» (Тб)            | 5:2            | главный        | Финал Кубка СССР по футболу 1937         |                |
| 5              | 8 августа 1937 | «Динамо» (Мн) — Страна Басков           | 1:6            | главный        | Турне сборной Басконии по СССР 1937 года |                |

хоккей с мячом
| выступления за сборную СССР | выступления за сборную СССР | выступления за сборную СССР    | выступления за сборную СССР | выступления за сборную СССР | выступления за сборную СССР              | выступления за сборную СССР |
| №                           | Дата                        | Матч                           | Счёт                        | Статистика                  | Соревнование                             |                             |
| --------------------------- | --------------------------- | ------------------------------ | --------------------------- | --------------------------- | ---------------------------------------- | --------------------------- |
| 1                           | 07.02.1928                  | СССР — сб. Москвы              | 1:5                         | 90'                         | тов.матч                                 |                             |
| 2                           | 12.02.1928                  | сб. Ленинграда — СССР          | 1:3                         | 90'                         | тов.матч                                 |                             |
| 3                           | 25.02.1928                  | сб. рабочих Швеции — СССР      | 1:6                         | 90'                         | Международная зимняя рабочая Спартакиада |                             |
| 4                           | 26.02.1928                  | сб. рабочих Скандинавии — СССР | 0:4                         | 90'                         | Международная зимняя рабочая Спартакиада |                             |
| 5                           | 03.03.1928                  | «Юрю» — СССР                   | 0:4                         | 65' ( 65')                  | тов.матч                                 |                             |
| 6                           | 09.03.1928                  | сб. Ленинграда — СССР          | 2:0                         | 90'                         | тов.матч                                 |                             |

## Личная жизнь
Младший брат Стрепихеев, Евгений Михайлович — советский футболист и хоккеист с мячом, нападающий, футбольный судья, участник Великой Отечественной войны.